# جوارديولا دي بيرجا
بلدية غواردِيُولا دي بيرغيدا (بالكاتالانية: Guardiola de Berguedà) هي إحدى بلديات مقاطعة برشلونة، والتي تقع في منطقة كاتالونيا، شرق إسبانيا.
يبلغ عدد سكانها 948 نسمة وفقاً لإحصائية سنة (2007).